# Simon von Stampfer
Simon Ritter von Stampfer (Matrei in Osttirol, 26 ottobre 1792 (secondo altre fonti 1790) – Vienna, 10 novembre 1864) è stato un matematico, fisico e inventore austriaco.

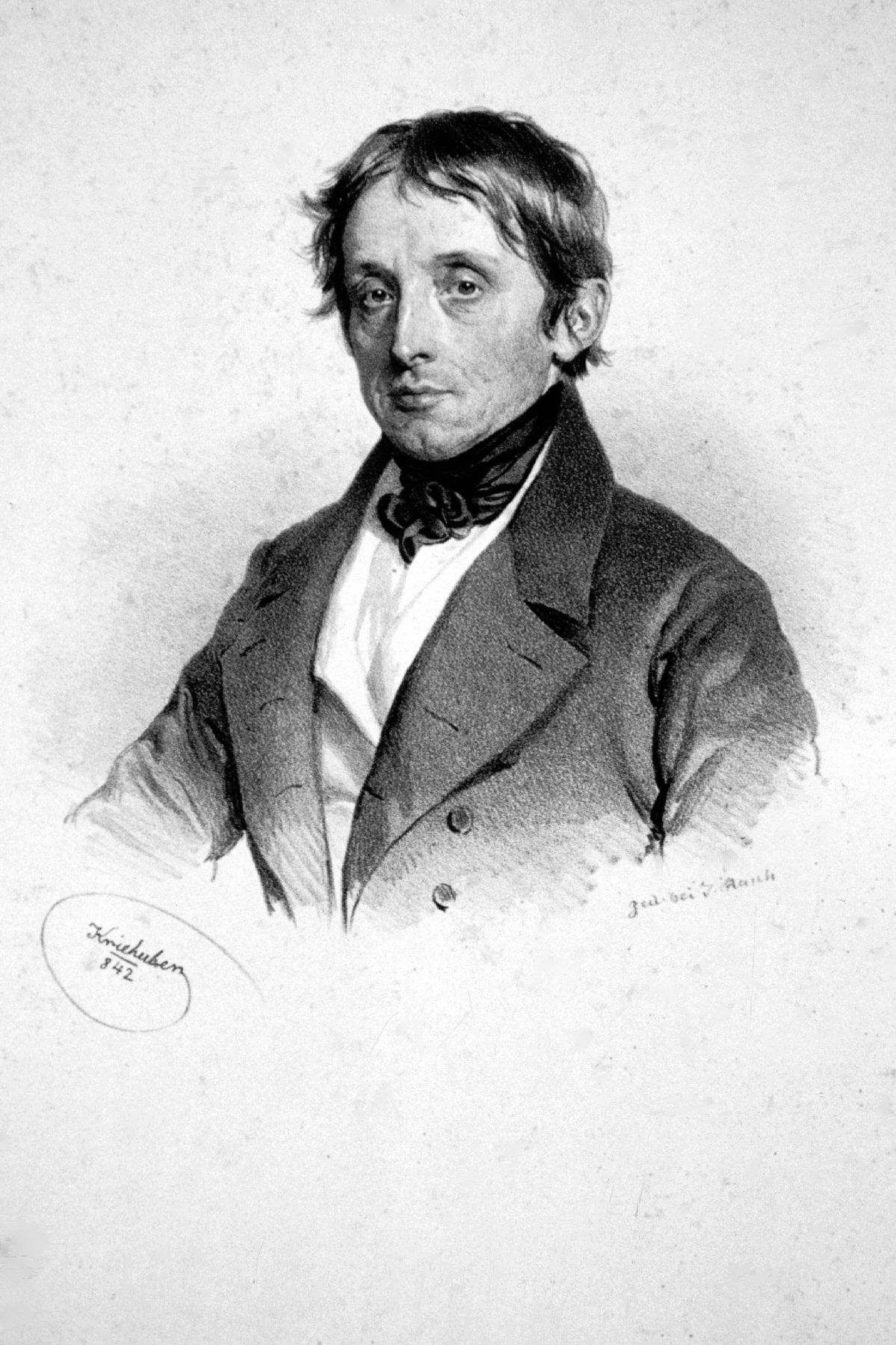
Simon Stampfer (1792-1864), litografia di Josef Kriehuber, 1842

La sua invenzione più celebre è quella del disco stroboscopico, ritenuto il primo dispositivo a mostrare immagini in movimento. Nello stesso periodo sono stati prodotti strumenti simili in Belgio (fenachitoscopio) e in Gran Bretagna (zootropio).

## Biografia

### Giovinezza e istruzione
Simon Ritter von Stampfer nacque a Matrei in Osttirol, primo figlio di Bartlmä Stampfer, tessitore.  Dal 1801 frequentò la scuola locale e nel 1804 si trasferì presso il ginnasio francescano a Lienz, dove studiò fino al 1807. In seguito frequentò il liceo a Salisburgo dedicandosi allo studio della filosofia.
Nel 1814, a Monaco, superò l'esame di stato e fece domanda per il ruolo di insegnante. Decise tuttavia di restare a Salisburgo dove fu assistente per gli insegnamenti di matematica, storia naturale, fisica e greco al liceo. Nel 1819 fu nominato professore. Nel suo tempo libero si dedicò a misurazioni geodetiche, osservazioni astronomiche, esperimenti sulla velocità di propagazione del suono a diverse altezze e misurazioni con l'utilizzo del barometro. Stampfer frequentava spesso il monastero benedettino di Kremsmunster, in cui erano presenti svariati strumenti astronomici.
Nel 1822 von Stamper sposò Johanna Wagner. Ebbero una figlia nel 1824, Maria Aloysia Johanna, e un figlio nel 1825, Anton Josef Simon.

### Insegnamento e ricerca scientifica
Dopo diverse candidature rifiutate a Innsbruck, Stampfer ottenne la piena cattedra di matematica pura a Salisburgo. Ottenne inoltre la cattedra di geometria applicata al Politecnico di Vienna, dove nel dicembre 1825 subentrò al posto di Franz Josef von Gerstner. Insegnò geometria applicata ma si impegnò anche come fisico e astronomo. Sviluppò un metodo per il calcolo delle eclissi solari.
Si occupò, in materia astronomica, dell'accuratezza e della distorsione delle lenti, avvicinandosi all'ambito dell'illusione ottica.  Nel 1828 sviluppò esperimenti di prova per telescopi e metodi di misurazione per determinare il raggio di curvatura delle lenti e la proprietà di rifrazione e dispersione del vetro. Per il suo lavoro sui fondamenti teorici della produzione di strumenti ottici di alta qualità si avvalse del telescopio acromatico di Fraunhofer.

### Il "disco stroboscopico"

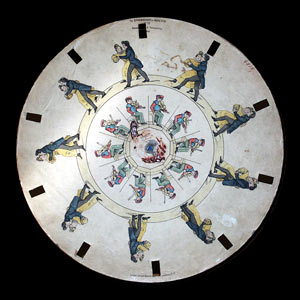
Disco Stampfer

Nel 1832 Stampfer venne a conoscenza, attraverso il Journal of Physics and Mathematics, degli esperimenti del fisico britannico Michael Faraday sull'illusione ottica causata dal rapido movimento di ingranaggi, in cui l'occhio umano non poteva seguire la rotazione del congegno. Rimase talmente colpito da condurre egli stesso esperimenti simili con ingranaggi e ruote dentate. Infine da questi esperimenti sviluppò il disco Stampfer (chiamato anche zootropio, stroboskopische sheiben, disco stroboscopico, disco ottico magico o semplicemente stroboscopio). Era composto di due dischi: uno con ritagli lungo la circonferenza, l'altro con immagini di figure in movimento. Quando il primo disco si trova lungo lo stesso asse del secondo si ha l'impressione di vedere l'immagine in continuo movimento attraverso le fessure. In alternativa un singolo disco può essere fatto girare di fronte ad uno specchio e l'immagine viene vista nello specchio attraverso le fessure del disco.

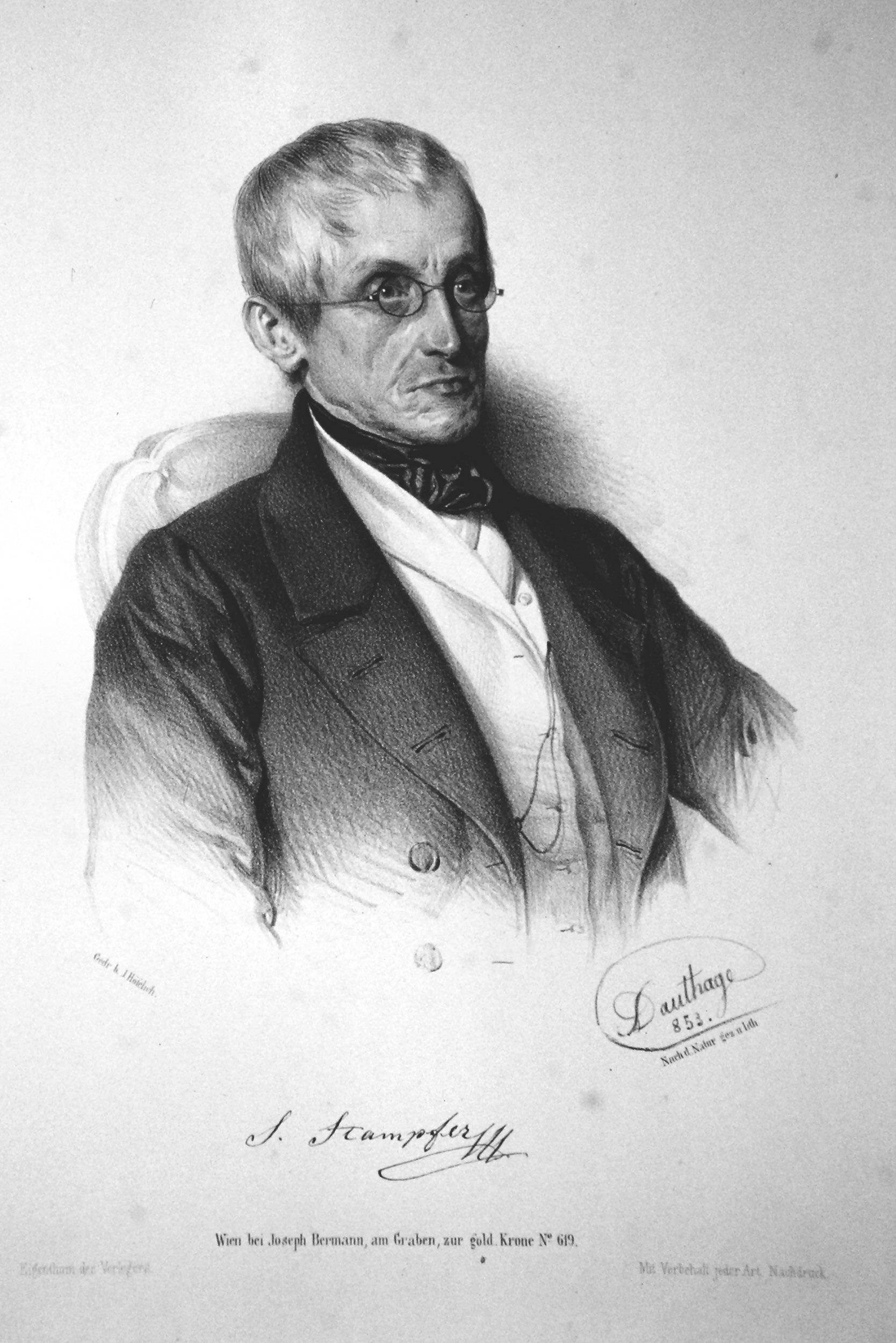
Simon Stampfer, litografia di Adolf Dauthage, 1853

Il fisico belga Joseph Antoine Ferdinand Plateau lavorò a lungo su un dispositivo simile. Nel 1833, in una rivista scientifica, pubblicò con una tavola illustrata quello che in seguito sarebbe stato chiamato fantascopio o fenachitoscopio. Nel 1836 Plateau dichiarò di non sapere con esattezza in che momento aveva avuto l'idea, ma sostenne di essere riuscito ad assemblare la sua invenzione a dicembre. Disse inoltre di credere al fatto che Stampfer avesse inventato la sua versione del dispositivo nello stesso periodo. Entrambi, Stampfer e Plateau, sono ritenuti i padri fondatori del cinema. Tuttavia il più citato in tal senso è Plateau.
Il 7 maggio 1833 Stampfer ricevette il privilegio imperiale n. 1920 per la sua invenzione.
Il dispositivo venne sviluppato dai commercianti d'arte viennesi Trentsensky & Vieweg e immesso sul mercato. La prima versione risale al maggio 1833 e fu presto esaurita, così che in luglio ne uscì una seconda con migliorie.
Il suo disco stroboscopico divenne noto anche al di fuori dei confini austriaci e dal suo nome deriva la definizione di "effetto stroboscopico".